# Itsjoevejem
De Itsjoevejem (Russisch en Tsjoektsjisch: Ичувеем; "kleine rivier met rijke graasgebieden") is een 154 kilometer lange rivier in het district Tsjaoenski van de Russische autonome okroeg Tsjoekotka. De rivier ontspringt ten noorden van de rivier Paljavaam op de zuidoostelijke uitlopers van het Itsjoevejemgebergte en stroomt met een boog naar het noordwesten, daarbij de zijrivieren Verchni Itsjoevejem, Sredni Itsjoevejem en de kleinere Pravy Itsjoevejem opnemend ten zuidwesten van de opgeheven plaats Komsomolski. Iets verder stroomafwaarts passeert ze een aantal meren en het eveneens opgeheven plaatsje Bystry. Vervolgens buigt de Itsjoevejem al meanderend af naar het zuidwesten en neemt vanuit het noorden de rivier Romovaamka op en vanuit het zuiden de rivier Pyrkajvaamkaj, waarna ze afbuigt naar het westen. Vanuit het noorden stroomt vervolgens de Koeoel in en vanuit het zuidoosten de Elgoekvoevaamkaj. Aan de monding verbreedt de loop zich sterk. Hier bevinden zich ook een aantal riviereilanden. De rivier stroomt daarop de Tsjaoenbaai binnen aan zuidoostzijde, iets ten noordoosten van de monding van de (Tsjaoen-)Paljavaam.
De oevers van de rivier zijn sterk moerassig en naar de monding toe neemt het aantal meren rondom de rivier sterk toe. Hoewel de naam van de rivier wijst op de aanwezigheid van rijke graasgebieden voor rendieren, zijn deze graasgebieden sterk afgenomen als gevolg van de voortgaande goudwinning bij Komsomolski.